# Pteridiosperma lenticulare
Pteridiosperma lenticulare är en svampart som beskrevs av Udagawa & T. Muroi 1981. Pteridiosperma lenticulare ingår i släktet Pteridiosperma och familjen Ceratostomataceae.   Inga underarter finns listade i Catalogue of Life.